# Patilla Pata
Patilla Pata – stratowulkan w boliwijskich Andach, w pobliżu granicy z Chile.